# Бриџтон (Њу Џерзи)
Бриџтон (енгл. Bridgeton) град је у америчкој савезној држави Њу Џерзи. По попису становништва из 2010. у њему је живело 25.349 становника.

## Демографија
Према попису становништва из 2010. у граду је живело 25.349 становника, што је 2.578 (11,3%) становника више него 2000. године.
| Група             | 2000.         | 2010.          |
| Белци             | 7.109 (31,2%) | 4.917 (19,4%)  |
| Афроамериканци    | 9.528 (41,8%) | 8.996 (35,5%)  |
| Азијати           | 159 (0,7%)    | 153 (0,6%)     |
| Хиспаноамериканци | 5.576 (24,5%) | 11.046 (43,6%) |
| Укупно            | 22.771        | 25.349         |